# 基卜拉

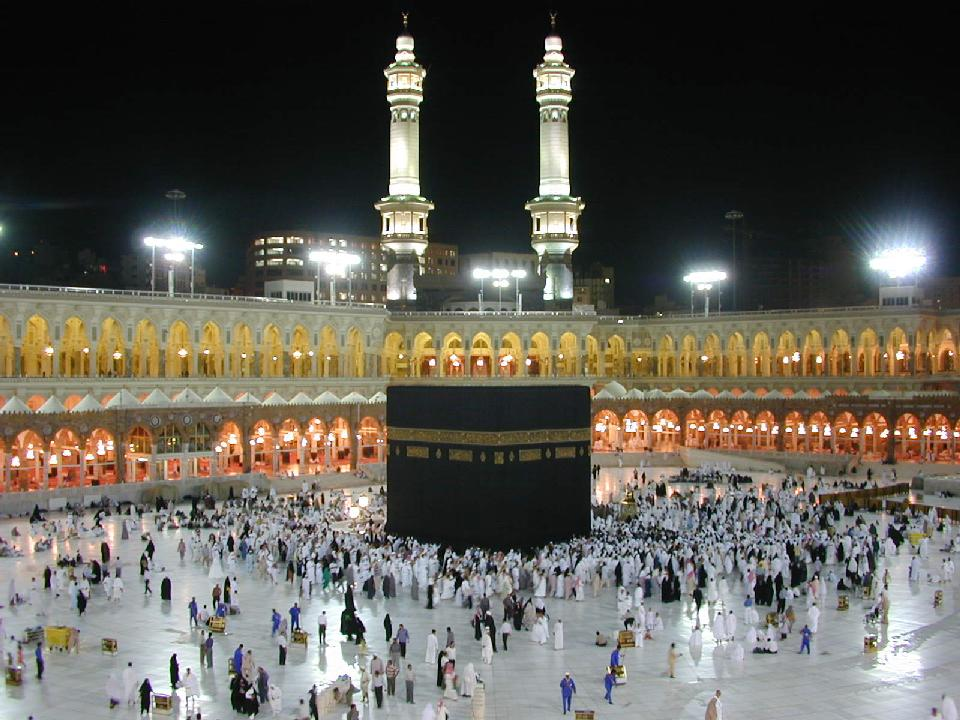
当前，基卜拉指向克爾白

基卜拉（阿拉伯语：‎），也作奇布拉，是穆斯林在礼拜期间进行祷告时所需要朝向的方向，目前规定为麦加的克尔白所在之方位。
大部分的清真寺内都有一处称为“米哈拉布”的壁龛，指示着基卜拉的方向。大部分多信仰祷告室及一些常接待穆斯林住宿的旅館内也会将基卜拉标出来，但不会像清真寺那般标准。智慧型手機於2010年代普及後，也有根據手機內建定位服務提供基卜拉的App。
基卜拉目前一般是通过计算朝向黑石的大圆角度来确定，其算法最早是由穆斯林天文学家们在第九世纪发明。